# Newtown (Bucks megye, Pennsylvania)
Newtown borough az USA Pennsylvania államában, Bucks megyében. Lakosainak száma 2268 fő (2020. április 1.).

## Népesség
A település népességének változása:

| 2010 | 2 248 |
| 2020 | 2 268 |